# Пик Галилея
Пик Галиле́я (норв. Galileotoppen) — горная вершина на острове Западный Шпицберген в архипелаге Шпицберген (Норвегия).
Пик Галилея — пятая по высоте вершина Шпицбергена (1637 м). Пик Галилея расположен к западу от Вийдефьорда, северо-западнее пика Ньютона. Название было дано в честь итальянского астронома Галилео Галилея (1564—1642).